# 愛だけがすべて -What do you want?-
「愛だけがすべて -What do you want?- 」（あいだけがすべて ワット・ドゥー・ユー・ウォント）は、Hey! Say! JUMPの楽曲。2019年5月29日にDVDシングルとしてジェイ・ストームから発売。

## 概要
- 前作「Lucky-Unlucky/Oh! my darling」から2週連続での発売となり、グループとしては初のDVDシングルとなっている。

- 初回限定盤1・2、通常盤の3形態で発売となり、それぞれ収録内容・ジャケット写真ともに異なる。

- 表題曲はメンバーの伊野尾慧が出演しているテレビ朝日系金曜ナイトドラマ『家政夫のミタゾノ 第3シリーズ』の主題歌である。

- 初回限定盤1(JUMPremium BOX盤)には、表題曲のビデオクリップ+メイキング映像を収録。

- 初回限定盤2(ミタゾノ盤)には、表題曲(ミタゾノバージョン)のビデオ・クリップ+メイキング映像と、「Bloom」を収録したCDが封入されている。

- 通常盤には、表題曲のビデオクリップ&CDが封入されている。

## 封入特典

### 初回限定盤1
1. 愛だけがスカーフ(手ぬぐい素材)
2. 歌詞ブックレット(16P)のスペシャルBOX仕様

### 初回限定盤2
1. 8面折りポスター歌詞ブックレット

## 収録曲

### DVD

#### 本編映像
1. 愛だけがすべて -What do you want?-（ビデオクリップ）

#### 特典映像

##### 初回限定盤2
1. 愛だけがすべて -What do you want?-（ミタゾノバージョン）（ビデオ・クリップ+メイキング）

##### 初回限定盤1
1. 愛だけがすべて -What do you want?-（メイキング）

### CD

#### 通常盤
1. 愛だけがすべて -What do you want?-
作詞：May Wonder、作曲：TAKAROT・Dr.Hardcastle、編曲：遠藤ナオキ
  - 伊野尾慧出演 金曜ナイトドラマ「家政夫のミタゾノ」主題歌

#### 初回限定盤2
1. Bloom
作詞・作曲：Kaoru、編曲：Chang-crane